# República Centroafricana en los Juegos Olímpicos de Los Ángeles 1984
La República Centroafricana participó en los Juegos Olímpicos de Los Ángeles 1984 en los Estados Unidos. El Comité Olímpico de la República Centroafricana envió a un total de tres atletas (solo hombres) a los Juegos en Los Ángeles, para competir en dos disciplinas deportivas.

## Atletas
La siguiente tabla muestra el número de atletas en cada disciplina:
| Deporte   | Hombres | Mujeres | Total |
| --------- | ------- | ------- | ----- |
| Atletismo | 1       | 0       | 1     |
| Boxeo     | 2       | 0       | 2     |
| Total     | 3       | 0       | 3     |

## Atletismo
- Adolphe Ambowodé - maratón - puesto: 70[2]

## Boxeo
- Dieudonné Kossi - peso ligero - puesto: 17[3]
- Antoine Longoudé - peso semimediano - puesto: 32[3]